# Katwijk
Katwijk (anhörenⓘ) ist eine Stadt und Gemeinde in den Niederlanden, Provinz Südholland. Sie hat 67.085 Einwohner (Stand 1. Januar 2025), die auf einer Landfläche von 24,81 km² leben. Sie gehört damit zu einer der dichter besiedelten Gemeinden des Landes. Seit dem 1. Januar 2006 gehören die Nachbargemeinden Valkenburg und Rijnsburg zu Katwijk.

## Lage und Wirtschaft

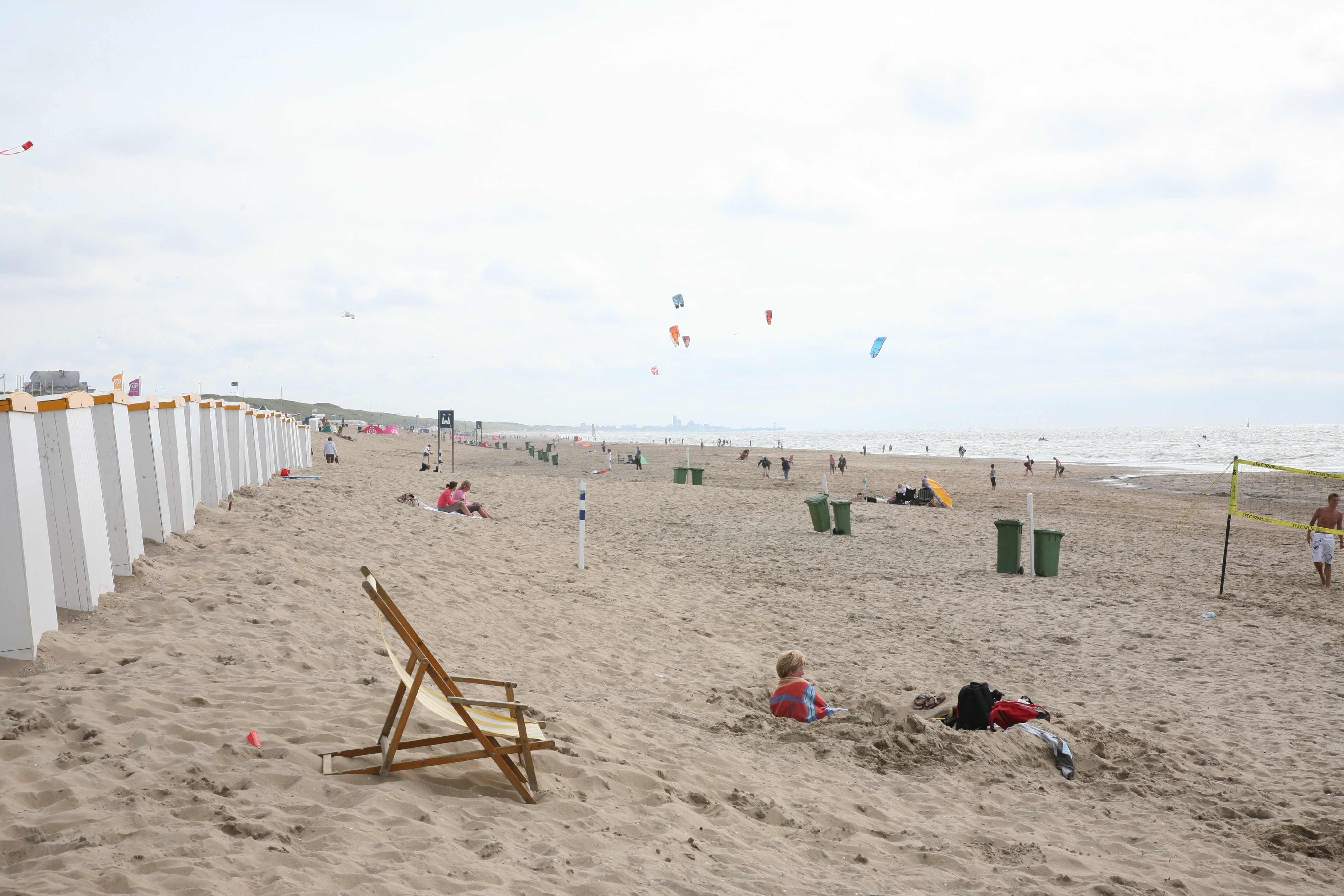
Strand Katwijk

Katwijk liegt am Anschluss des Oude Rijn an die Nordsee, etwa fünf Kilometer westlich von Leiden. Der Name Oude Rhin erinnert daran, dass hier einmal der Rhein in die Nordsee mündete, bevor er seinen Lauf nach Süden zum heutigen Rhein-Maas-Delta änderte. Aus dem hier ehemals breiten und wasserreichen Fluss ist ein relativ schmales und kaum noch fließendes Gewässer (Stillgewässer) geworden.
Der Ort ist ein beliebtes Seebad mit einem breiten Sandstrand, was den Tourismus zu einer der Haupterwerbsquellen der Gemeinde macht.

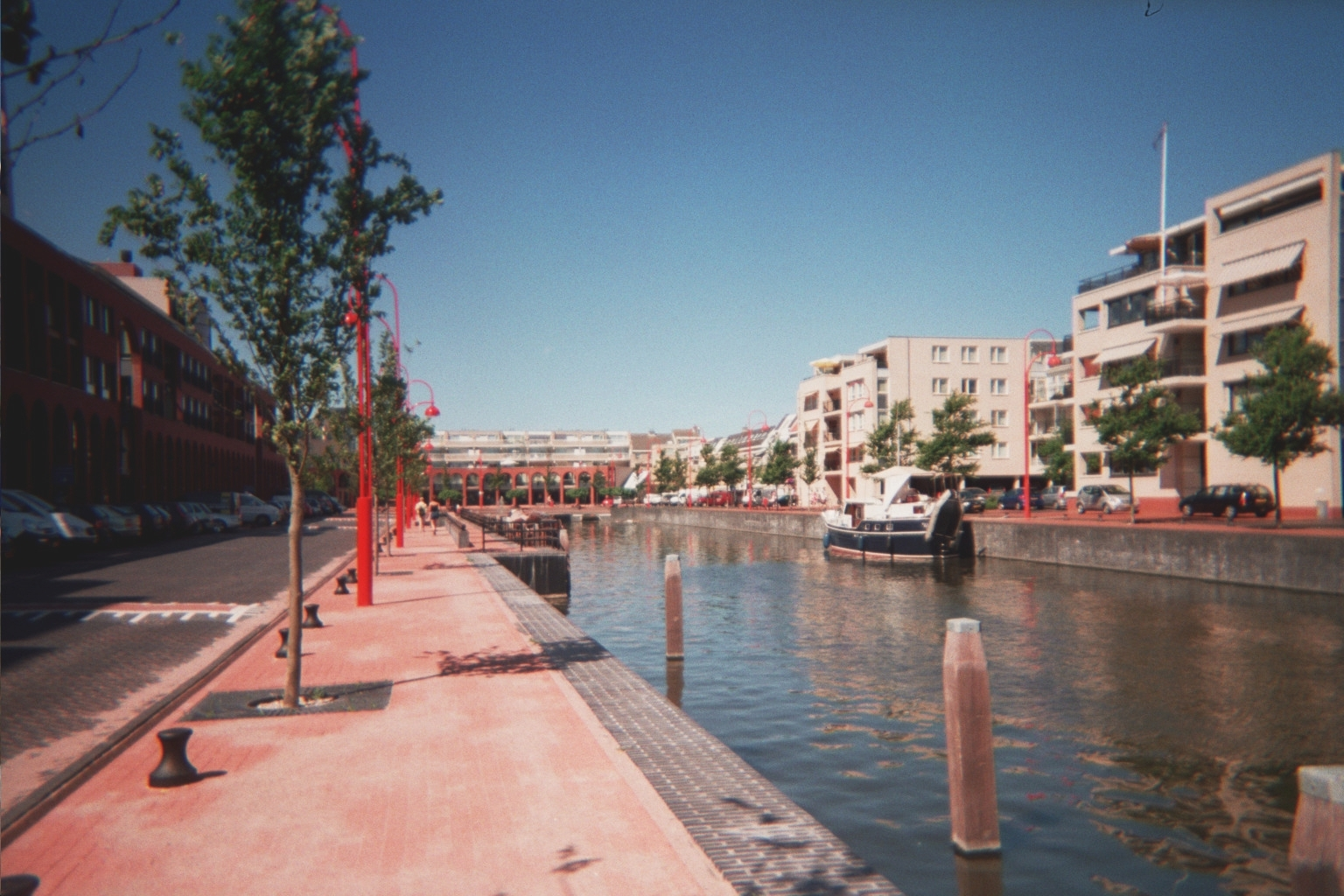
Prins Hendrikkanaal

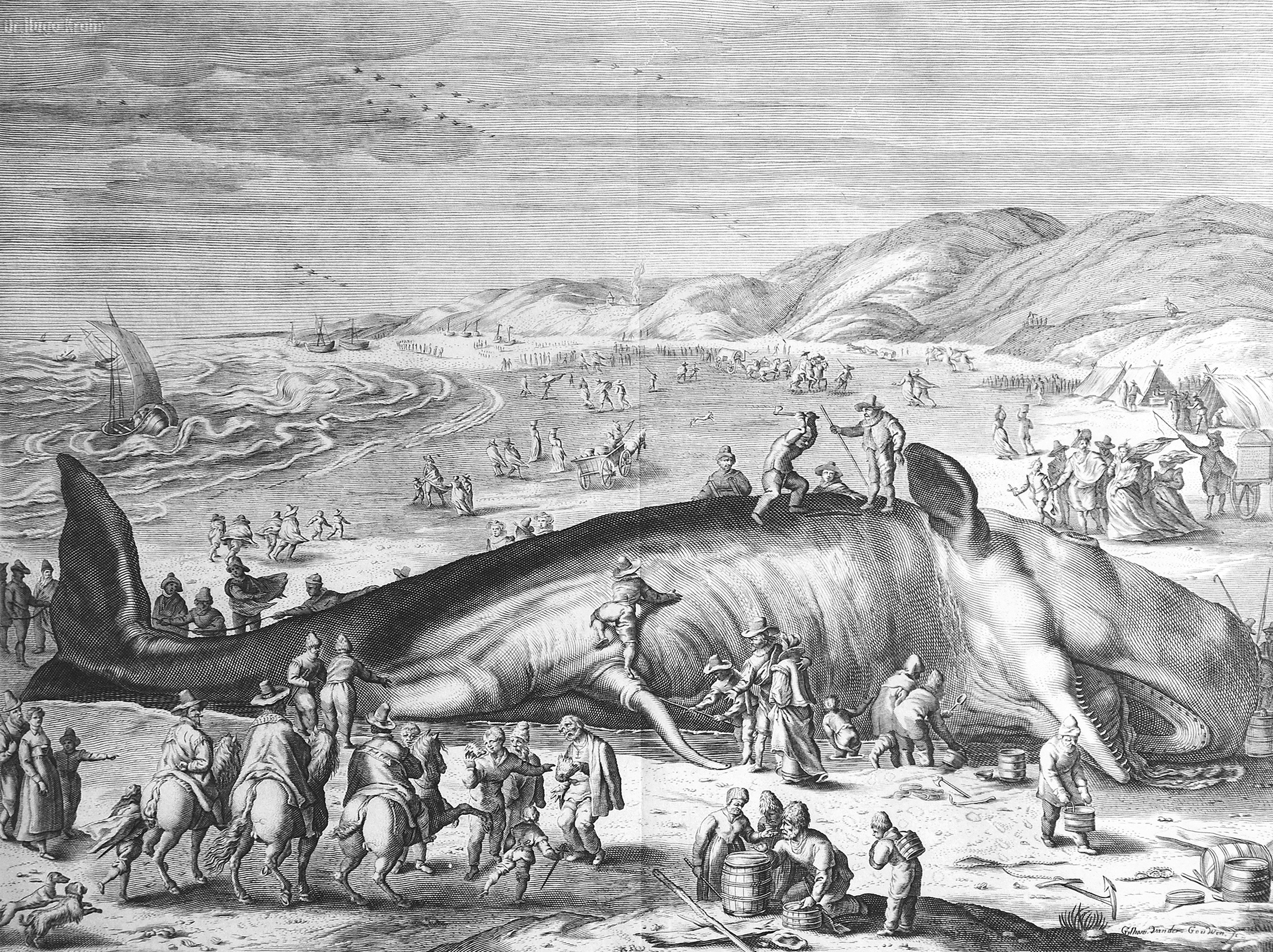
Am 3. Februar 1598 strandete dieser zwanzig Meter lange Wal an der Küste zwischen Scheveningen und Katwijk.

Katwijk verfügt über eine Hochseefischereiflotte und einige fischverarbeitende Betriebe. Im Ortsteil Valkenburg befindet sich die Hauptverwaltung des Fischereikonzerns Parlevliet & Van der Plas. Der Ort besteht ursprünglich aus zwei Kernen, dem alten Katwijk aan den Rijn mit dem Hafen und Katwijk aan Zee, unmittelbar am Strand gelegen. Beide Ortsteile wuchsen jedoch nach dem Zweiten Weltkrieg immer mehr zusammen, so dass sich der Ort heute mit einer geschlossenen Bebauung präsentiert. Das Zentrum des heutigen Katwijk liegt im Ortsteil aan Zee, da sich dort die für die Touristen wichtige Infrastruktur entwickelt hat.

## Geschichte
An der Stelle, wo Katwijk liegt, soll der germanische Stamm der Chatten oder Catten gelebt haben. Das römische Kastell und Hafen Lugdunum Batavorum (Brittenburg) am Oude Rijn lag zwischen Katwijk aan Zee und Noordwijk aan Zee und ist in der römischen Tabula Peutingeriana verzeichnet. Auch wurden in Katwijk vereinzelte Münzfunde aus römischer Zeit gefunden. Archäologische Fundstücke aus dem heutigen Katwijk sind im Museum für das Altertum (Rijksmuseum van Oudheden) in Leiden ausgestellt.
Im Bereich des heutigen Katwijk landete 690 der Mönch Willibrord um die Friesen zu missionieren.
Die Rheinmündung war schon zu römischen Zeiten im Versanden begriffen. Als die Bildung von Dünen im 11. Jahrhundert schnell voranging, war Katwijk nicht länger mehr ein Hafen. Der Oude Rijn blieb aber noch eine Schifffahrtsroute. Heute ist der Oude Rijn durch einen Damm vom offenen Meer abgetrennt, so dass Schiffe und Boote aus dem Hafen die offene See nur über Umwege erreichen können.

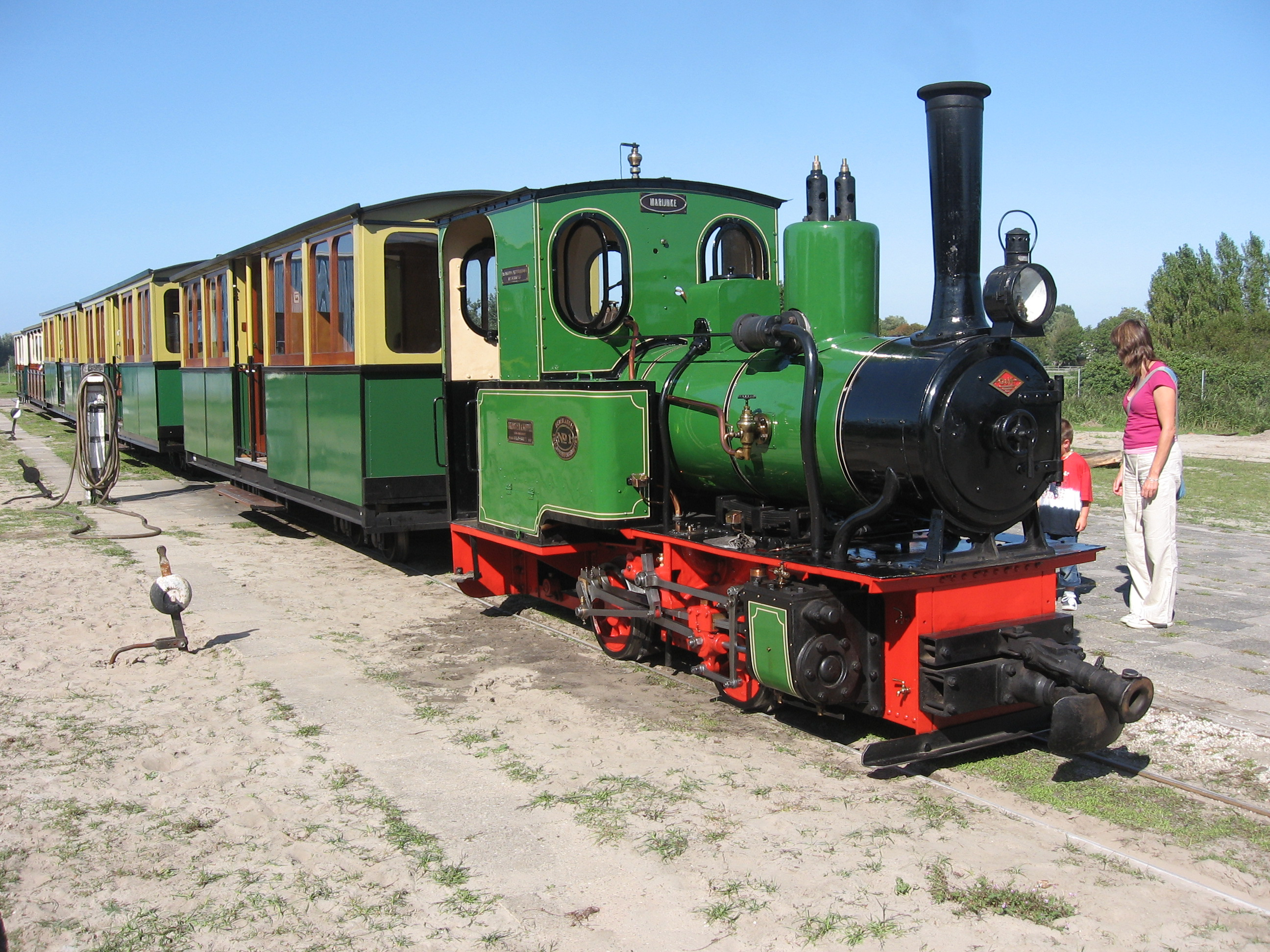
Dampfeisenbahn am Valkenburger See

Bis zum 19. Jahrhundert blieb der Ort ein ärmliches Fischerdorf mit einer in kirchlicher Hinsicht ziemlich orthodoxen Bevölkerung. Letzteres ist zum Teil immer noch der Fall. Die Kirchenfusion der Niederländisch-reformierten Kirche im Jahre 2004 führte in Katwijk zu einer Kirchenspaltung und religiöser Verunsicherung vieler gläubiger Christen.
Um 1900 wurde Katwijk Ziel zahlreicher impressionistischer und anderer Maler, unter anderem Max Liebermann und Jan Toorop. Dessen Tochter Charley Toorop wurde in Katwijk geboren.
Katwijk litt im Zweiten Weltkrieg erheblich unter den deutschen Besatzern, die für den Bau des Atlantikwalls Teile des alten Ortskerns abrissen. Diese Baulücken wurden in den 1950er Jahren durch moderne Bauten geschlossen, die dem Ortsteil aan Zee ein modernes Stadtbild geben. Die gemütliche Atmosphäre des alten Fischerdorfes war jedoch verloren.
Katwijk ist die größte niederländische Stadt ohne Straßenbahn und Bahnanschluss, verfügt jedoch über mehrere Buslinien. Am Valkenburgersee gibt es einen Dampfzug, in der Nähe eines Dampfzugmuseums.

## Künstlerkolonie Katwijk

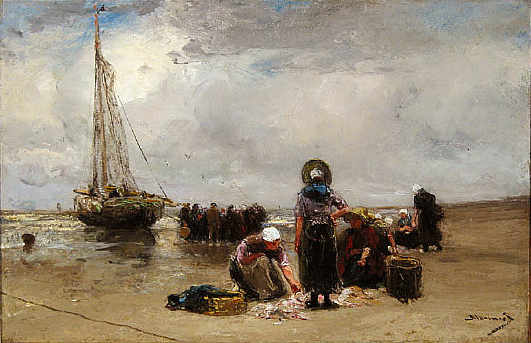
Bernard Blommers: Fischerleben am Strand mit Bomschuijt

Das erste bekannte Gemälde von Katwijk aus der Zeit des 1. Goldenen Zeitalters der niederländischen Malerei wurde von dem Haarlemer Maler Jacob van Ruisdael angefertigt, sein Titel lautet: Blick auf den Turm von Katwijk. Dies belegt, seit jener Zeit war Katwijk als Motiv der Landschaftsmalerei beliebt.
In der Zeit von 1870 bis 1914 existierte in Katwijk eine Künstlerkolonie. Sie ist Teil der internationalen Bewegung des Impressionismus und ist der Haager Schule zuzurechnen. Hieraus ist das Katwijks Museum entstanden. Es nennt eine Dauerausstellung zum alten Leben um das Fischerdorf Katwijk aan Zee sein eigen – dieser Teil mag als Heimatmuseum gelten. Darüber hinaus finden, an die Tradition der dort gelebten Kunst um die Strömung des Impressionismus anknüpfend, jährlich wechselnde Kunstausstellungen statt. Die jeweils gewählten Themen haben einen direkten Bezug zum Impressionismus und den Künstlern, die um Katwijk aan Zee tätig waren bzw. in das Umland ausgeströmt waren – ein Hauptthema war das Leben der Fischer und ihrer Familien und ihre berühmten Schiffe, die Bomschuiten. Es fallen solche Namen wie Adolph Artz, Bernard Blommers, Hans von Bartels, Eugéne Dücker, Wilhelm Hambüchen, Thomas Bush Hardy, Jozef Israëls, Hendrik Willebrord Jansen, Johannes Hermanus Koekkoek, Max Liebermann. German Grobe, ebenfalls ein Maler der Düsseldorfer Malerschule, orientierte sich stark an den Arbeiten Liebermanns, so dass er den Beinamen „Düsseldorfer Liebermann“ erhielt. Grobe verbrachte fast 50 aufeinanderfolgende Sommer in Katwijk, um dort zu malen und schuf ein umfangreiches Werk. Weiterhin sind Jan Toorop und Jan Hillebrand Wijsmuller zu nennen.

## Sehenswürdigkeiten
In Katwijk sind trotz der Bauten für den Atlantikwall an der Küste noch viele alte Häuser und Kirchen übrig geblieben. Neben dem Heimatmuseum gibt es auch einen Leuchtturm (Vuurbaak) zu besichtigen. Im Ortsteil Katwijk an Zee befinden sich die spätgotische Andreaskerk sowie die Nieuwe Kerk mit ihrem weithin sichtbaren Turm und die Vredeskerk. Im Ortskern im Landesinneren steht hingegen die gotische Reformierte Dorfkirche.
Mit dem Nordseestrand, der Museumsbahn sowie dem Eisenbahnmuseum der Dampfeisenbahn am Valkenburger See bietet die Stadt weitere Sehenswürdigkeiten. Über die Radwege können von Katwijk aus weitere Orte wie Scheveningen, Leiden, Den Haag, Noordwijk oder Zandvoort erreicht werden.

## Politik

### Sitzverteilung im Gemeinderat
Der Gemeinderat setzt sich in Katwijk wie folgt zusammen:
| Partei                            | Sitze a | Sitze a | Sitze a | Sitze a | Sitze a | Sitze a | Sitze a | Sitze a | Sitze a | Sitze a | Sitze a |
| Partei                            | 1982    | 1986    | 1990    | 1994    | 1998    | 2002    | 2005 b  | 2010    | 2014    | 2018    | 2022    |
| --------------------------------- | ------- | ------- | ------- | ------- | ------- | ------- | ------- | ------- | ------- | ------- | ------- |
| DURF                              | –       | –       | –       | –       | –       | –       | –       | –       | –       | 3       | 9       |
| CDA                               | 10      | 10      | 9       | 6       | 7       | 7       | 10      | 8       | 7       | 7       | 7       |
| SGP                               | 5       | 4       | 6       | 5       | 5       | 4       | 5       | 5       | 6       | 5       | 5       |
| GPV                               | 0       | 0       | 6       | 5       | 5       | –       | –       | –       | –       | –       | –       |
| ChristenUnie                      | –       | –       | –       | –       | –       | 5       | 6       | 6       | 6       | 5       | 4       |
| PvdA                              | 2       | 4       | 2       | 2       | 3       | 2       | 2       | 2       | 2       | 2       | 3       |
| VVD                               | 3       | 2       | 1       | 2       | 4       | 2       | 3       | 5       | 2       | 3       | 2       |
| GemeenteBelangen                  | 1       | 2       | 3       | 3       | 2       | 5       | 7       | 7       | 4       | 3       | 1       |
| D66                               | 1       | 2       | 3       | 3       | 2       | –       | –       | –       | 1       | 1       | 1       |
| KiesKatwijk                       | –       | –       | –       | –       | –       | –       | –       | –       | 2       | 1       | 1       |
| Hart Voor Katwijk                 | –       | –       | –       | –       | –       | –       | –       | –       | 3       | 3       | 0       |
| Bakens Verzetten Katwijk          | –       | –       | –       | –       | –       | 1       | 0       | –       | –       | –       | –       |
| GroenLinks                        | –       | –       | 1       | 2       | 1       | 0       | 0       | –       | –       | –       | –       |
| Protestants-Christelijk Katwijk c | –       | –       | –       | –       | 1       | 1       | 0       | –       | –       | –       | –       |
| RPF                               | 3       | 3       | 3       | 6       | 4       | –       | –       | –       | –       | –       | –       |
| Centrum Democraten                | –       | –       | –       | 1       | –       | –       | –       | –       | –       | –       | –       |
| Vrije Lijst                       | 1       | –       | –       | –       | –       | –       | –       | –       | –       | –       | –       |
| Gesamt                            | 25      | 25      | 25      | 27      | 27      | 27      | 33      | 33      | 33      | 33      | 33      |

Anmerkungen

### Bürgermeister
Seit dem 18. Mai 2017 ist Cornelis Visser (CDA) amtierender Bürgermeister der Gemeinde. Zu seinem Kollegium zählen die Beigeordneten Krijn van der Spijk (CDA), Gerard Mostert (ChristenUnie), Jacco Knape (SGP), Klaas Jan van der Bent (ChristenUnie) sowie der Gemeindesekretär Wilfred Goedmakers.

### Städtepartnerschaften

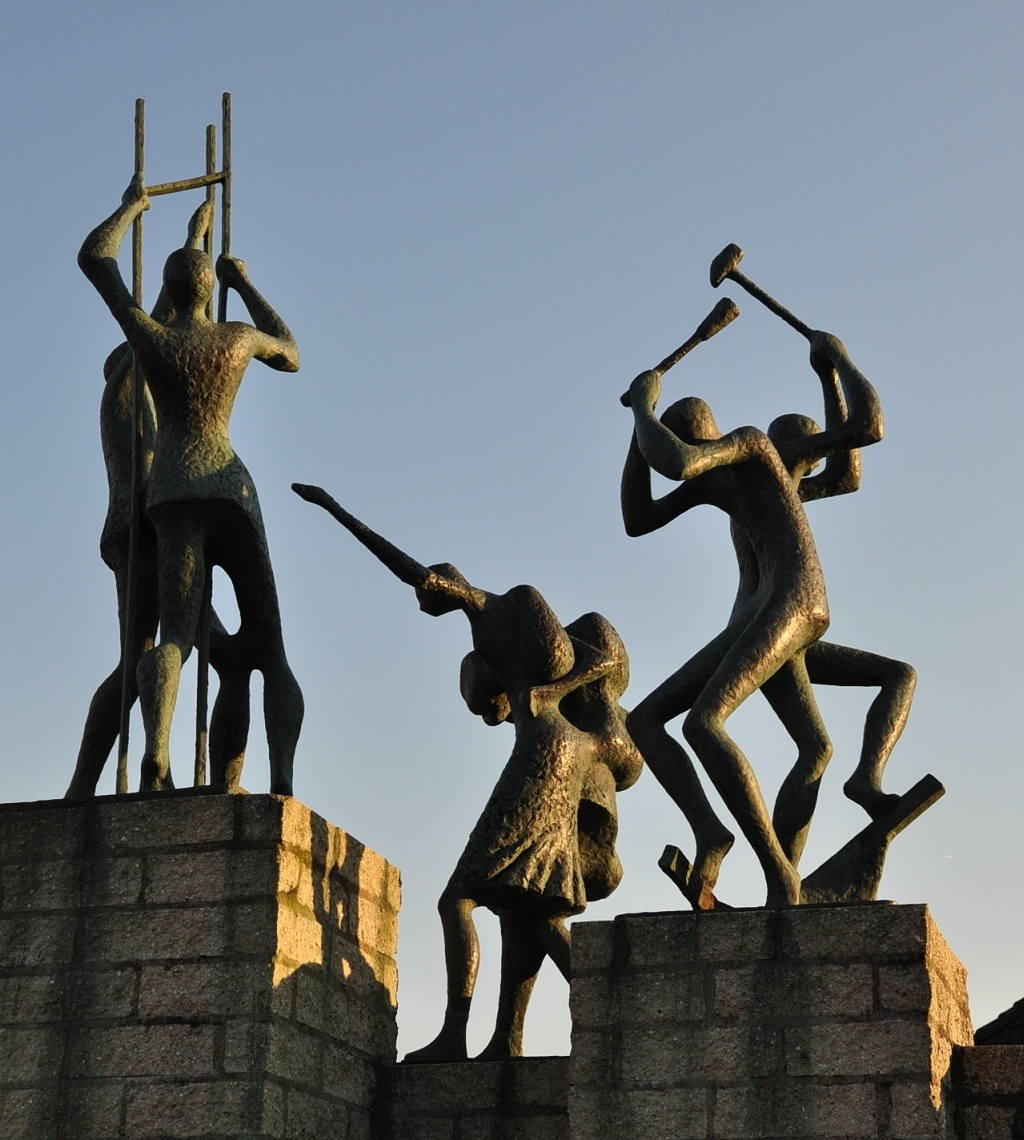
Denkmal: Erinnerung an Abriss und Evakuierung des Dorfes für den Bau des Atlantikwalls (von F. Nix, 1990)

- Siegen (von 1963 bis 2006 mit Rijnsburg)

## Literatur

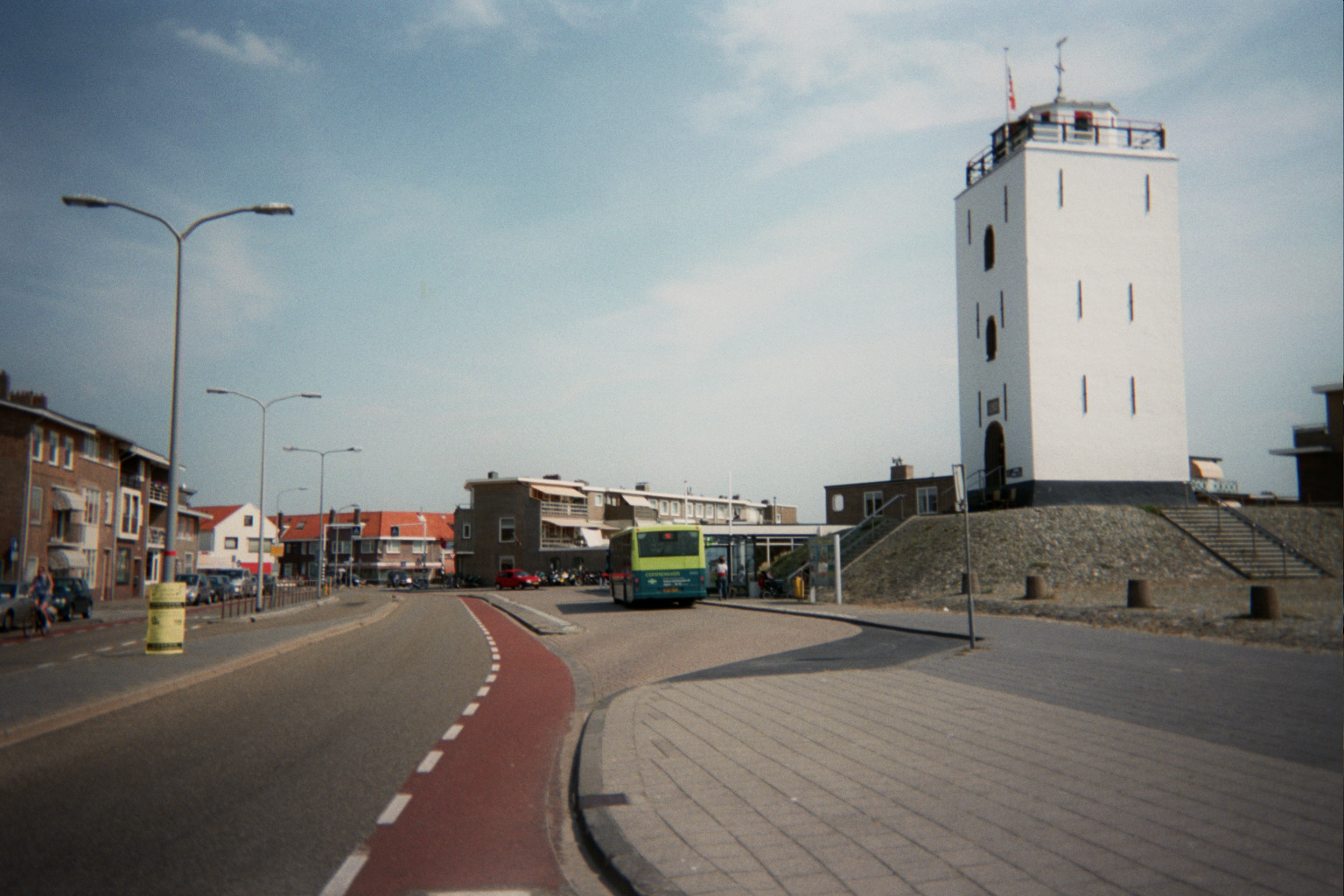
Vuurbaakplein-Leuchtturm zu Katwijk aan Zee

## Söhne und Töchter der Stadt
- Hermine Heijermans (1902–1983), Schriftstellerin, Schauspielerin und Kabarettistin
- Dirk Kuyt (* 1980), Fußballspieler
- Esther Ouwehand (* 1976), Tierschützerin und Politikerin (Partij voor de Dieren)
- Charley Toorop (1891–1955), Malerin und Lithografin
- Sven van der Plas (* 2006), Fußballspieler
- Dirk van Duijvenbode (* 1992), Dartspieler